# El Limón Real
El Limón Real är en ort i Mexiko.   Den ligger i kommunen San Pedro Jicayán och delstaten Oaxaca, i den sydöstra delen av landet, 300 km söder om huvudstaden Mexico City. El Limón Real ligger 169 meter över havet och antalet invånare är 173.
Terrängen runt El Limón Real är kuperad österut, men västerut är den platt. El Limón Real ligger nere i en dal. Runt El Limón Real är det ganska tätbefolkat, med 72 invånare per kvadratkilometer. Närmaste större samhälle är Santiago Pinotepa Nacional, 17,7 km söder om El Limón Real. Omgivningarna runt El Limón Real är en mosaik av jordbruksmark och naturlig växtlighet.